# Кагате
Кагате — идиом центральнободской тибетской группы сино-тибетской семьи, распространённый преимущественно в непальском районе Рамечхап.
Численность носителей — около 1500 человек, передача детям не нарушена. Малоизучен, большинство сведений собрано в 1970-х лингвистками SIL International. Предположительно очень близок диалектам йолмо. Письменность на базе деванагари разработана в 2014 году.

## О названии
Кагате — экзоним, эндоним — «сьюба» (syuba); экзоним распространился в официальных документах и научной литературе, однако в связи с ростом национального самосознания растёт и использование эндонима. Происхождение экзоэтнонима связано с названием рода деятельности кагате — основным их занятием было производство бумаги, и жители Рамечхапа продолжают использовать это слово, хотя позже кагате оставили это ремесло.

## Вопросы классификации
Кагате, йолмо, шерпский, тибетский, джад языки объединяют в центральнободскую группу бодской ветви тибето-бирманской подсемьи сино-тибетской языковой семьи. С лингвистической точки зрения кагате можно назвать диалектом языка йолмо, однако идентичность носителей кагате отличается от йолмо.
Входит в группу диалектов йолмо, называемую кьиронг-кагате и взаимопонятен с несколькими входящими в неё идиомами, сильнее всего — с ламджунским йолмо. Носители подчёркивают, что кагате — отдельный язык. Диалекты у кагате не выделены, однако вероятно, что речь жителей деревни Дилкхарка имеет отличия от остальных. В целом вопрос степени отличия кагате от родственных языков и внутренней вариативности мало исследован.

## Лингвогеография
Нынешние носители кагате вышли в основном из долины Меламчи (также из долины Хеламбу), а затем осели в районах Рамечхап, Ламджунг и Илам в XIX—XX веках. Согласно преданиям, предки кагате выкупили земли на склонах гор Рамечхапа и начали возделывать.
В 1970-х годах численность носителей кагате составляла около 1000 человек, по состоянию на 2013 год их насчитывается около 1500. Точное определение количества говорящих на кагате затрудняется неточностью формулировок в переписях и из-за традиции коллективного взаимодействия с государством: мелкие этнические группы при этом объединяются с более известной.
Кагате Рамечхапа живут в моноязычных деревнях. Говорящие на идиомах кьиронг-кагате контактируют друг с другом при посредничестве организации Yolmo Social Service Association, а также в собственной гомпе в Катманду.
Отношение к языку среди носителей положительное, они исповедуют тибетский буддизм и гордятся тем, что их язык родственен тибетскому. Передача языка между поколениями не нарушена, более 95 % носителей говорят на кагате со своими детьми; по шкале EGIDS ему присвоен уровень 6a (количество носителей не уменьшается). Почти все владеющие кагате знают и непальский, в речи часто переключение кодов; также в ходу английский язык и языки окрестных поселений, в частности, сунвар. Образование ведётся на непальском (иногда — английском).

## Письменность

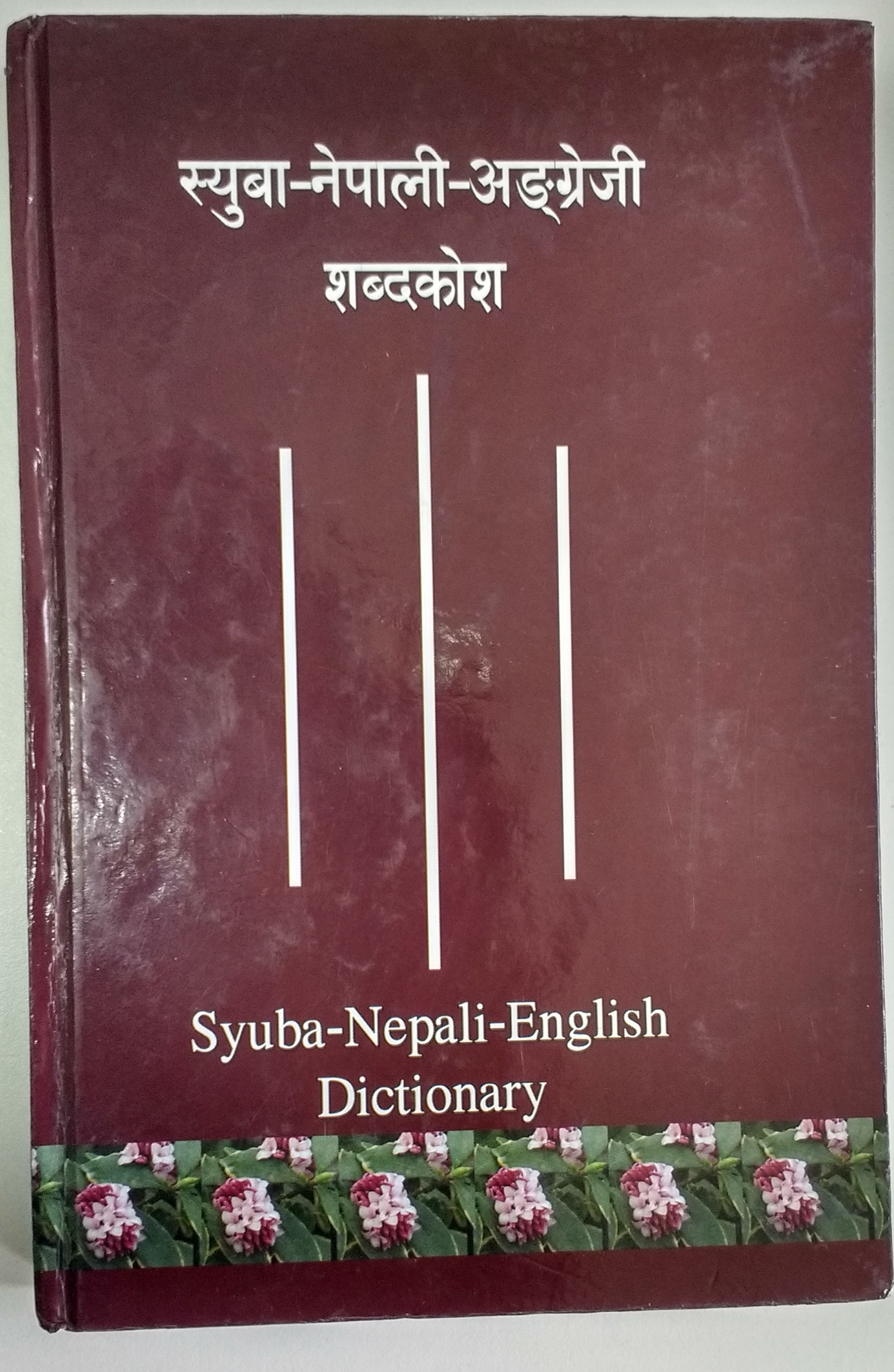
Кагате-непальско-английский словарь

Письменность кагате на основе деванагари разработали SIL International и несколько непальских негосударственных организаций в 2013—2014 годах, включает следующие буквы
:
| आ    | इ     | उ    | ए   | ओ   |
| /ɑ/  | /ɪ/   | /ʊ/  | /e/ | /o/ |
| क    | ख     | ग    | ङ   |     |
| /k/  | /kʰ/  | /g/  | /ŋ/ |     |
| च    | छ     | ज    |     |     |
| /t͡ʃ/ | /t͡ʃʰ/ | /d͡ʒ/ |     |     |
| ट    | ठ     | ड    |     |     |
| /ʈ/  | /ʈʰ/  | /ɖ/  |     |     |
| त    | थ     | द    | न   |     |
| /t/  | /tʰ/  | /d/  | /n/ |     |
| प    | फ     | ब    | म   |     |
| /p/  | /pʰ/  | /b/  | /m/ |     |
| य    | र     | ल    | व   |     |
| /j/  | /ɾ/   | /l/  | /ʋ/ |     |
| स    | ह     |      |     |     |
| /s/  | /h/   |      |     |     |

## Лингвистическая характеристика
Грамматика кагате почти не изучена.

### Фонетика и фонология

#### Согласные
|                          | Губные    | Апикально-зубные | Ламинально-постальвеолярные | Ретрофлексные | Палатальные | Заднеязычные | Глоттальные |
| ------------------------ | --------- | ---------------- | --------------------------- | ------------- | ----------- | ------------ | ----------- |
| Глухие взрывные          | [p]       | [t]              |                             | [ʈ]           | [c] ⟨ky⟩    | [k]          |             |
| Придыхательные взрывные  | [pʰ] ⟨ph⟩ | [tʰ] ⟨th⟩        |                             | [ʈʰ] ⟨ʈh⟩     | [cʰ] ⟨khy⟩  | kʰ ⟨kh⟩      |             |
| Звонкие взрывные         | [b]       | [d]              |                             | [ɖ]           | [ɟ] ⟨gy⟩    | [ɡ]          |             |
| Глухие фрикативы         |           | [s]              | [ɕ]                         |               |             |              | [h]         |
| Звонкие фрикативы        |           | [z]              | [ʑ]                         |               |             |              |             |
| Глухие аффрикаты         |           | [ts]             | [tɕ]                        |               |             |              |             |
| Придыхательные аффрикаты |           | [tsʰ] ⟨tsh⟩      | [tɕʰ] ⟨tɕh⟩                 |               |             |              |             |
| Звонкие аффрикаты        |           | [dz]             | [dʑ]                        |               |             |              |             |
| Носовые                  | [m]       | [n]              |                             |               | [ɲ]         | [ŋ]          |             |
| Глухие плавные           |           | [r̥] ⟨rh⟩         |                             |               |             |              |             |
| Звонкие плавные          |           | [r]              |                             |               |             |              |             |
| Глухие боковые           |           | [l̥] ⟨lh⟩         |                             |               |             |              |             |
| Звонкие боковые          |           | [l]              |                             |               |             |              |             |
| Аппроксиманты            | [w]       |                  |                             |               | [j] ⟨y⟩     |              |             |

#### Гласные
Кагате, как и другие идиомы йолмо, утерял огублённые гласные переднего ряда [y] и [ø], а также неогублённый гласный переднего ряда средневерхнего подъёма [ɛ].
В отличие от йолмо и кьиронга, в кагате долгота гласных не обозначается, из-за чего неизвестно, присутствует ли она вообще.
|         | Передние | Средние | Задние |
| ------- | -------- | ------- | ------ |
| Верхние | i        |         | u      |
| Средние | e        |         | ɔ      |
| Нижние  |          | a       |        |

#### Просодия
Выделяется два регистровых тона, носителем тона является первый слог в слове.

## История изучения
Первое упоминание кагате в лингвистической литературе датируется 1906 годом, в Лингвистическом исследовании Индии записано название языка и приведён текст на нём. Документированием кагате занялись в 1970-х годах миссионеры SIL International.
Подробное описание фонем языка сделано Моникой Хёхлиг и Анной-Марией Хари в 1970-х годах.